# Пуэнт-дю-Ок
Пуэнт-дю-Ок (фр. Pointe du Hoc) — сектор на вершине скал побережья Нормандии в северной Франции. Находится в 6,4 км к западу от сектора Омаха-бич, и представляет собой обрывистый берег высотой 30 м. Сектор стал целью атаки штурмовой группы рейнджеров американской армии в ходе операции «Оверлорд» Второй мировой войны.

## Сектор
В секторе Пуэнт-дю-Ок (иногда ошибочно именуется Pointe du Hoe в связи с ошибкой, допущенной американским военным картографом) в качестве части Атлантического вала нацисты построили шесть казематов для размещения 155-мм орудий, захваченных у французов. Пуэнт-дю-Ок располагается между Юта-бич (к западу) и Омаха-бич (к востоку). Таким образом, орудия, размещённые в секторе, угрожали силам союзников, высаживающимся на обоих этих пляжах, и могли нанести им тяжёлые потери. Хотя были проведены несколько бомбардировок и артобстрелов с кораблей, разведка установила, что укрепления слишком мощные и необходима наземная атака. Поэтому 2-му батальону рейнджеров была поручена задача разрушить укреплённый пункт (перед высадкой основных сил в ходе дня Д).
Перед атакой орудия были переброшены в другое место, на милю от Пуэнт-дю-Ок, однако укрепления пребывали в порядке и всё ещё представляли значительную угрозу высаживающимся в случае, если там разместятся артиллерийские наблюдатели. Командиры батальона и старшие офицеры знали о том, что орудия были убраны из укреплений, но остальным рейнджерам это было неведомо вплоть до самой атаки.

## Командование рейнджеров
Батальон рейнджеров возглавлял подполковник Джеймс Эрл Раддер. Согласно плану три роты рейнджеров высаживались с моря к подножию утёсов и под вражеским огнём должны были взобраться наверх используя верёвки, лестницы, крюки-кошки, на вершине утёсов им предстояло вступить в бой с врагом. Операция должна была быть проведена перед высадкой основных сил. Рейнджеры тренировались под руководством британских коммандос в подъёме на скалы острова Уайт.
Майор Кливленд А. Литл должен был возглавить роты D, E и F 2-го батальона рейнджеров (отряд А) во время штурма сектора Пуэнт-дю-Ок. В ходе совещания на борту британского корабля Ben My Chree он услышал, что источники из организации «Свободная Франция» доложили, что орудия, которые должны были находиться в секторе, убраны оттуда. Литл уже немного выпил и повысил голос, заявляя, что в таком случае штурм будет бессмысленным. Временный командующий силами рейнджеров Раддер в последнюю минуту заменил Литла (поскольку потерял к нему доверие)). Позднее Литл был переведён в 90-ю пехотную дивизию, пребывая в её рядах он был награждён крестом «За выдающиеся заслуги».

## Штурм
Несмотря на первоначальные препятствия в виде погодных условий и проблем с навигацией, которые привели к 40-минутной задержке и утрате преимущества внезапности, британский десантный катер высадил рейнджеров к подножью утёсов. Рейнджеры были оснащены ракетницами, выпускавшими крючья и верёвки, чтобы зацепиться за скалу. Как только рейнджеры начали взбираться на скалы, эсминцы союзников американский Satterlee и британский Talybont оказали им огневую поддержку, не позволяя гитлеровцам на вершине стрелять вниз в рейнджеров. Достигнув укреплений, большинство рейнджеров впервые узнало, что главная цель штурма — орудийная батарея — была удалена с позиции, возможно, вследствие воздушных атак в ходе подготовки к высадке. Фельдмаршал Роммель отдал приказ переместить батарею, которую лишь недавно установили для защиты побережья Нормандии. Переброска орудий была завершена 4 июня 1944 года, но неблагоприятные погодные условия не позволили разведке вовремя обнаружить переброску орудий. Рейнджеры перегруппировались на вершине утёса и выслали небольшую группу на поиски орудий. Группа нашла пять из шести орудий поблизости и уничтожила их гранатами с термитной смесью. Новая позиция батареи находилась в глубине страны и была направлена исключительно против сектора высадки Юта-бич.
После окончания штурма рейнджеры, полагавшие, что удерживают жизненно важную позицию, и отрезанные от остальных сил союзников, отбили несколько атак со стороны немецкого 916-го гренадёрского полка. 7 июня к ним пробились части 116-го пехотного полка 29-й американской пехотной дивизии, прорвавшие оборону противника в секторе Омаха-бич.
Первоначальные планы предусматривали участие в первой атаке больших сил рейнджеров в количестве восьми рот (рот А, В и С 2-го батальона рейнджеров и 5-го батальона рейнджеров целиком) в случае её успеха. Вторая волна должна была присоединиться к атаке по сигналу ракетами с вершин утёсов, но сигнальные ракеты были выпущены слишком поздно, и остальные рейнджеры вместо Пуэнт-дю-Ок высадились в секторе Омаха-бич. Благодаря этому застрявшие в секторе Омаха-бич штурмовые силы получили подкрепление в виде свыше пятисот рейнджеров. Существует предположение, что именно рейнджеры помогли избежать катастрофического провала операции, так как прорвались через утёсы и обошли немецкие силы. В конце двухдневной операции от 225 высадившихся рейнджеров в строю осталось около 90 человек.
После битвы некоторые рейнджеры убедились в том, что французские гражданские лица принимали участие в битве на стороне немцев. Несколько французских жителей, обвинённых в стрельбе по американским силам и помощи немцам в качестве артиллерийских наблюдателей, были казнены.

## В культуре
Штурм Пуэнт-дю-Ок отражён в компьютерной игре Call of Duty 2, игрок находясь в составе роты «Д» 2-го батальона рейнджеров должен уничтожить артиллерийскую батарею и отразить немецкие контратаки . Другая версия представлена в G.I. Combat, военной игре реального времени от Strategy First and Freedom Games. Битва за Пуэнт-дю-Ок так же представлена в стратегических играх в реальном времени Company of Heroes и Gates of Hell: Liberation. Пуэнт-дю-Ок есть на карте игры Forgotten Hope 2, модификации Battlefield 2.
Фильм «Самый длинный день» также содержит сцены штурма утёсов Пуэнт-дю-Ок.

## Нынешнее состояние

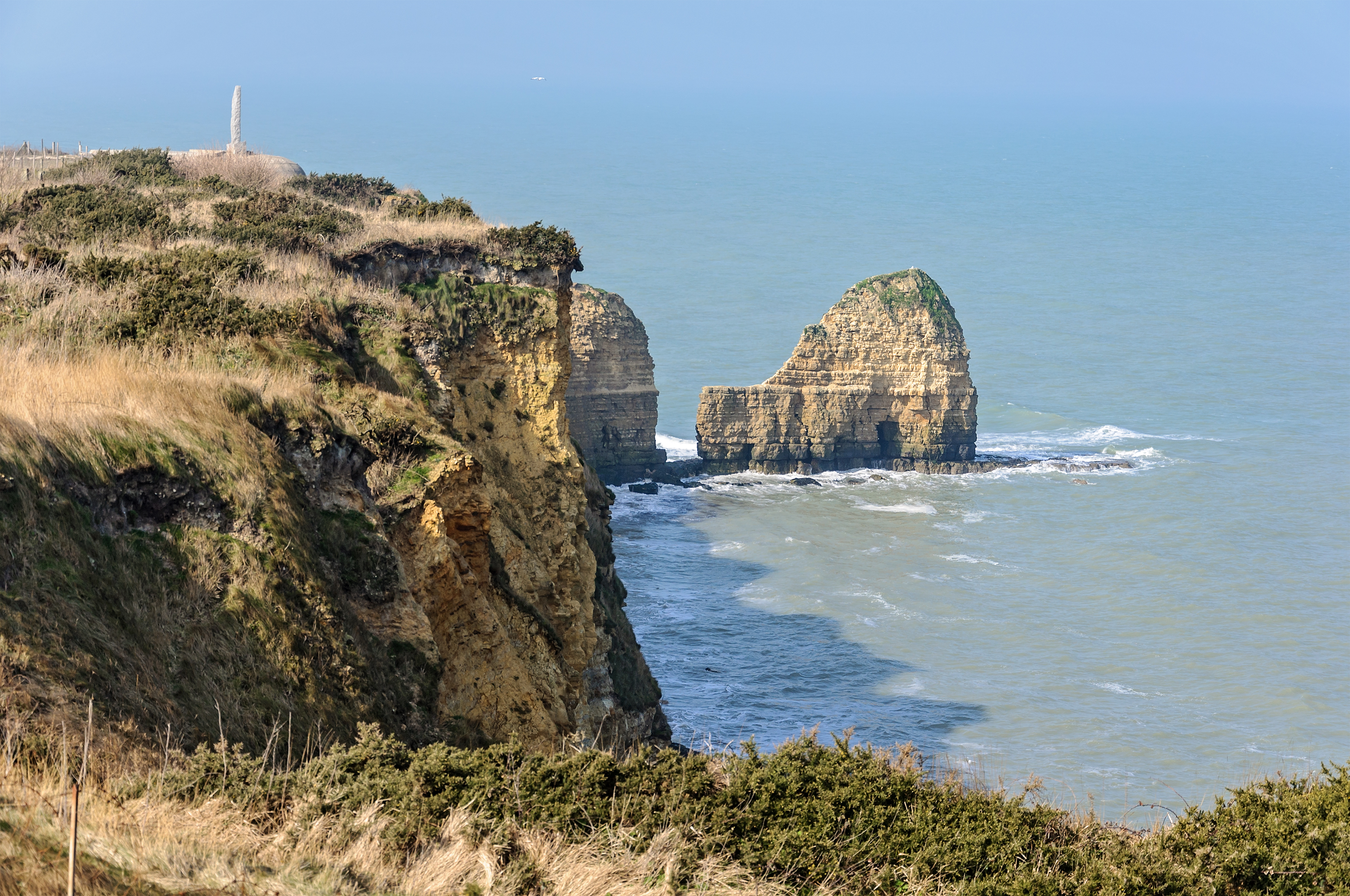
Пуэнт-дю-Ок

Пуэнт-дю-Ок сейчас мемориал и музей, посвящённый битве. Большинство первоначальных укреплений оставлено на месте. Местность испещрена воронками от бомб. 11 января 1979 года площадь в 13 гектаров была передана в распоряжение американского правительства, которое возложило на комиссию по памятникам битвам ответственность за её состояние. Несмотря на сильный артиллерийский огонь, несколько казематов отлично сохранились. Для туристов имеется возможность посетить некоторые подземные комнаты с фонарём, так как освещение отсутствует. Бункер для укрытия личного состава представляет собой типовое сооружение фирмы «Тодт», по которому можно изучать структуру похожих сооружений в других странах. Опасные места с риском обвала огорожены специальными табличками и проволокой. От автостоянки до бункеров имеется «аллея славы» с именами и портретами участников боёв.